# Montalba-le-Château
Montalba-le-Château är en kommun i departementet Pyrénées-Orientales i regionen Occitanien i södra Frankrike. Kommunen ligger i kantonen Vinça som tillhör arrondissementet Prades. År 2022 hade Montalba-le-Château 158 invånare.

## Befolkningsutveckling
Antalet invånare i kommunen Montalba-le-Château
| Referens: INSEE |